# Hietasaari (ö i Södra Savolax, S:t Michel, lat 61,48, long 27,93)
Hietasaari är en ö i Finland. Den ligger i sjön Saimen och i kommunen Puumala i den ekonomiska regionen  S:t Michel och landskapet Södra Savolax, i den södra delen av landet, 220 km nordost om huvudstaden Helsingfors. Öns area är 5,1 hektar och dess största längd är 440 meter i nord-sydlig riktning.